# (1816) Liberia
(1816) Liberia – planetoida z pasa głównego planetoid okrążająca Słońce w ciągu 3 lat i 212 dni w średniej odległości 2,34 au Została odkryta 29 stycznia 1936 roku w Union Observatory w Johannesburgu przez Cyrila Jacksona. Nazwa planetoidy pochodzi od Liberii, kraju w Afryce. Przed nadaniem nazwy planetoida nosiła oznaczenie tymczasowe (1816) 1936 BD.